# Yūsha Dan
Yūsha Dan (jap. 勇者ダン) – manga autorstwa Osamu Tezuki, publikowana na łamach magazynu „Shūkan Shōnen Sunday” wydawnictwa Shōgakukan od 15 lipca 1962 do 23 grudnia 1962.

## Fabuła
W dzikich ostępach Hokkaido Ajnowie żyją w harmonii z naturą. Kotan Nakamura to młody chłopiec z tego ludu, który wiedzie spokojne życie, aż do dnia, kiedy spotyka tygrysa o imieniu Dan, który uciekł z pociągu wiozącego go do zoo. Dwójka razem odkrywa tajemnicze ruiny ukryte pod ziemią, gdzie spotykają starca imieniem Upopo, który opowiada im o trzech kluczach prowadzących do niezwykłego skarbu. Okazuje się jednak, że zły Sekkoku Kou również szuka tego skarbu i strzela do Upopo. Zanim starzec umiera, przekazuje Kotanowi jeden z kluczy. Od tej pory Kotan i Dan zostają wciągnięci w niebezpieczną walkę. Ścigani przez licznych złoczyńców, muszą chronić klucz i odnaleźć pozostałe dwa, zanim skarb wpadnie w niepowołane ręce.

## Bohaterowie
- Kotan Nakamura – chłopiec z ludu Ajnów, który zaprzyjaźnia się z tygrysem, który uciekł z transportu do zoo, i razem z nim wyrusza na przygody.
- Dan – tygrys, który uciekł z pociągu wiozącego go do zoo.
- Upopo – tajemniczy starzec mieszkający w ukrytych, podziemnych ruinach, który zna sekret prowadzący do wielkiego skarbu.
- Sekkoku Kou – złoczyńca, który pragnie zdobyć trzy klucze otwierające dostęp do wielkiego skarbu.